# Watch Dogs (trò chơi điện tử)
Watch Dogs (viết cách điệu là WATCH_DOGS) là trò chơi điện tử thuộc thể loại phiêu lưu và hành động góc nhìn thứ ba được phát triển bởi Ubisoft Montreal vào năm 2014. Game được Ubisoft tung ra thị trường ngày 27 tháng 5 năm 2014 cho các nền tảng Microsoft Windows, PlayStation 3, PlayStation 4, Xbox 360, Xbox One và Wii U. Phần chơi đơn là câu chuyện về một hacker mũ xám ở thành phố Chicago, bang Illinois, Hoa Kỳ trên con đường đi tìm câu trả lời về cái chết của cô cháu gái và trả thù những thế lực tội phạm có liên quan. Chế độ nhiều người chơi (multiplayer) của game hỗ trợ lên đến 8 người chơi.
Quá trình phát triển của trò chơi bắt đầu vào năm 2009, và kéo dài trong hơn 5 năm. Công việc phát triển của game bao gồm nhiều studio của Ubisoft trên toàn thế giới, với hơn một nghìn người tham gia. Các nhà phát triển đã đến thăm Chicago để tiến hành nghiên cứu thực địa nhằm tăng tính thực tế. Các tính năng hack trong game nhận được sự cố vấn của công ty an ninh mạng Kaspersky Lab và hệ thống điều khiển trong trò chơi dựa trên SCADA.
Trò chơi nhận được những đánh giá tính cực, đặc biệt cho các tính năng đột nhập mạng (hack) và các nhiệm vụ đa dạng. Tuy nhiên Watch Dogs cũng nhận được những phàn nàn về cách chơi và đồ họa có phần kém hơn phiên bản thử nghiệm trước đó. 
Watch Dogs là một thành công thương mại, phá kỷ lục về doanh số bán hàng lớn nhất trong ngày đầu tiên của trò chơi Ubisoft và trở thành sự ra mắt lớn nhất của một tài sản trí tuệ mới tại Vương quốc Anh vào thời điểm đó. Trò chơi đã bán được hơn 10 triệu bản trên toàn cầu.
Phiên bản tiếp theo của game, Watch Dogs 2, được ra mắt vào tháng 11 năm 2016. Phiên bản thứ 3 của dòng game, Watch Dogs: Legion, đã được phát hành vào tháng 10 năm 2020.

## Lối chơi (gameplay)
Trong vai Aiden Pearce, một hacker siêu hạng có khả năng đột nhập vào "ctOS" (hệ thống máy tính trung tâm điều khiển toàn bộ các thiết bị điện tử của Chicago), người chơi có thể vào vai kẻ tội phạm hoặc người thực thi công lý cho toàn thành phố.
Ở góc nhìn thứ ba, người chơi sẽ thực hiện các nhiệm vụ chính theo hướng tuyến tính. Ngoài ra, Aiden có thể tự do di chuyển trong thành phố để làm rất nhiều nhiệm vụ phụ đa dạng và tùy chọn, bao gồm cả những phi vụ bạo lực như tiêu diệt các tụ điểm gangster, cho đến những trò giải trí nhẹ nhàng như cờ vua hay thi uống rượu. Phương tiện giao thông trong trò chơi cũng có nhiều loại, từ hàng chục loại ô tô xe máy cho đến ca nô, tàu thủy và cả tàu điện.
Đột nhập và can thiệp vào các thiết bị điện tử là kĩ năng cơ bản của Aiden, nó được thực hiện trực tiếp qua điện thoại thông minh của anh và được dùng như vũ khí cơ bản để giải quyết hầu hết các nhiệm vụ. Qua công cụ này, Aiden có thể chiếm quyền điều khiển các phương tiện giao thông, máy quay an ninh, đèn giao thông, thang máy, máy biến áp, ống dẫn khí, cổng rào, máy tính xách tay, điện thoại di động, máy nghe nhạc… và vô số thiết bị điện tử công cộng cũng như cá nhân khác.
Kĩ năng chiến đấu trong Watch Dogs bao gồm việc cận chiến âm thầm, dùng vũ khí sát thương và không thể thiếu việc hack các thiết bị điện tử. Nó cho phép Aiden gián tiếp tấn công đối phương, đánh lạc hướng kẻ địch, hoặc tạo ra nơi che chắn hay điều kiện lẩn trốn.
Những nhân vật dân thường trong trò chơi cũng có hành động tự nhiên và phản ứng rất thật với những sự kiện diễn ra xung quanh. Nếu người chơi phạm pháp, họ sẽ gọi cảnh sát và lực lượng an ninh có mặt nhanh chóng tìm kiếm cũng như trấn áp Aiden.
Watch Dogs cũng có hệ thống điểm kĩ năng, cho phép người chơi nâng cấp khả năng của Aiden theo tiến độ hoàn thành các nhiệm vụ chính và phụ.
Ngoài chế độ chơi đơn, chức năng chơi mạng không đồng bộ qua internet cũng được cung cấp. Người chơi có thể tham gia chế độ tương tác một-một, nơi người chơi có thể bí mật xâm nhập thế giới của một người chơi khác và cài virus lên điện thoại của họ.

## Nội dung
Câu chuyện bắt đầu tại khách sạn Merlaut một tối đẹp trời tháng 10 năm 2012. Aiden Pearce và Damien Brenks cùng hợp tác thực hiện phi vụ trộm cắp kĩ thuật cao. Damien ngồi trước máy tính ở nơi khác trong khi Aiden có mặt tại sảnh khách sạn, dùng điện thoại thông minh để kết nối với tài khoản ngân hàng của những người có mặt. Trong khi cả hai đang thực hiện quá trình rút tiền của các nạn nhân, họ phát hiện có một hacker khác cũng xâm nhập vào mạng. Damien cố gắng tìm danh tính kẻ đó trong khi Aiden vì lo sợ cả hai bị lộ, đã ngắt kết nối và rút khỏi hiện trường, bất chấp sự phản đối của Damien vì công việc chưa hoàn tất.
Lo lắng cho gia đình mình, Aiden lái xe chở em gái Nicole và hai người con của cô, Jackson cùng Lena rời thành phố. Trên đường đi, họ bị tấn công bởi hai sát thủ giết mướn đuổi theo bằng xe mô tô. Một trong số đó là Maurice Vega, kẻ đã bắn thủng lốp xe của Aiden. Xe của anh bị lật và Lena thiệt mạng khi mới chỉ 6 tuổi.
11 tháng sau, Aiden lần ra Maurice ở một sân vận động bóng chày thuộc quận Parker Square. Tra khảo Maurice bất thành về kẻ chủ mưu vụ tấn công, Aiden bỏ đi để Maurice lại cho Jordi Chin, sát thủ anh thuê làm đồng minh.
Gặp em gái Nicole (Nicky) và cháu trai Jackson trong ngày sinh nhật Jackson, Aiden tình cờ biết được đang có kẻ đe dọa Nicky. Với sự trợ giúp của Clara Lille, một thành viên mang biệt hiệu Badboy17 của nhóm hacker DedSec, Aiden mở khóa hệ thống ctOS và lần ra được chính Damien, người anh đã cắt liên lạc từ sau vụ Merlaut, là kẻ đang đe dọa em gái mình.
Damien đề nghị gặp mặt Aiden, nói rằng có một hacker giấu mặt thứ 2 tham gia trong vụ Merlaut và đề nghị cùng hợp tác để tìm kẻ đó. Vì không muốn dính dáng vào Damien và gợi lại quá khứ đau buồn nên Aiden từ chối thẳng thừng.
Damien không phải tay vừa, hắn bắt cóc Nicky và ép Aiden phải lần ra vị trí một địa chỉ IP mà theo Damien, có chứa thông tin của hacker hắn tìm kiếm. Aiden kịp cứu Jackson trước khi bị bắt cóc, và giết toàn bộ băng nhóm của Robert Racine, kẻ được Damien thuê làm việc này.
Aiden hẹn Clara đến phòng trọ của mình để nói chuyện. Tuy nhiên khi cô vừa có mặt thì cả hai bị tập kích bất ngờ bởi một nhóm giang hồ đông đảo. Sau cuộc đấu súng ác liệt và vất vả, Aiden cùng Clara chạy thoát. Clara thật sự hoang mang không hiểu chuyện gì và có phần sợ Aiden, nhưng vẫn đồng ý hẹn gặp anh sau đó.
Aiden giải thích phần nào về tình trạng của mình và Clara cho anh biết về căn cứ mật của hệ thống ctOS bị Blume bỏ hoang từ lâu, đang nằm đâu đó trên đảo Abott giữa sông, gọi là The Bunker. Qua máy quay anh ninh, Aiden biết Tobias Frewer, cựu nhân viên của Blume, là người vẫn đi sang đảo bằng một cây cầu xoay điều khiển từ xa. Aiden tìm gặp Tobias và được ông trao cho điều khiển này. Anh sang đảo Abott và tìm cách khởi động hệ thống cấp điện cho The Bunker, thứ đã bị Blume vô hiệu hóa trước đó. Nhờ vậy Aiden và Clara tìm được lối vào The Bunker, trong một tòa nhà cao tầng cũ kĩ bỏ hoang.
Bên trong căn cứ bí mật này là hệ thống máy tính trung tâm điều khiển ctOS của toàn Chicago và chúng vẫn đang trong tình trạng hoạt động tốt. Nhờ vậy, Aiden tìm ra vị trí của IP cần biết nằm đâu đó ở Rossi-Fremont, một khu nhà bỏ hoang thuộc quận The Wards. Vì khu vực đã bị ngắt kết nối khỏi ctOS một cách cố ý, Aiden đã phải đến hiện trường để khởi động hệ thống này.
Sau đó, từ The Bunker, Aiden và Clara đã xâm nhập được vào sào huyệt của Black Viceroys thông qua hệ thống máy quay an ninh. Đây là nhóm xã hội đen khét tiếng Chicago do Delford "Iraq" Wade làm thủ lĩnh. Chúng có lực lượng đông đảo tụ họp tại đây để thực hiện những phi vụ phi pháp bao gồm buôn bán ma túy, mại dâm, hối lộ, tống tiền, bắt cóc và hack mạng máy tính. Iraq có văn phòng bí mật ở tầng trên cùng, chính là địa điểm chứa IP mà Damien bắt Aiden tìm kiếm. Tuy nhiên nó được khóa kĩ bởi thẻ từ do Iraq giữ và Aiden chưa xâm nhập được. Aiden đến một ngọn hải đăng và giết Damien. Sau đó, Aiden đến một gara để "giải quyết" Maurice Vega. Game có hai cái kết cho người chơi lựa chọn: một là giết Maurice, hai là cho hắn ta một cơ hội để sửa sai.

## Tiếp nhận

### Giải thưởng
| Năm  | Giải thưởng                 | Hạng mục                                                         | Kết quả   | Có liên quan  |
| ---- | --------------------------- | ---------------------------------------------------------------- | --------- | ------------- |
| 2012 | 30th Golden Joystick Awards | One to Watch                                                     | Đề cử     | [ 20 ] [ 21 ] |
| 2013 | 31st Golden Joystick Awards | Most Wanted                                                      | Đề cử     | [ 22 ] [ 23 ] |
| 2013 | VGX 2013                    | Most Anticipated Game                                            | Đề cử     | [ 24 ]        |
| 2014 | 32nd Golden Joystick Awards | Best Original Game                                               | Đề cử     | [ 25 ] [ 26 ] |
| 2014 | 32nd Golden Joystick Awards | Best Multiplayer                                                 | Đề cử     | [ 25 ] [ 26 ] |
| 2014 | 32nd Golden Joystick Awards | Best Gaming Moment (being invaded)                               | Đề cử     | [ 25 ] [ 26 ] |
| 2014 | 32nd Golden Joystick Awards | Game of the Year                                                 | Đề cử     | [ 25 ] [ 26 ] |
| 2014 | 32nd Golden Joystick Awards | Studio of the Year (Ubisoft Montreal)                            | Đoạt giải | [ 25 ] [ 26 ] |
| 2014 | NAVGTR Awards               | Lighting/Texturing (Jean-Philippe Leroux)                        | Đề cử     | [ 27 ]        |
| 2014 | NAVGTR Awards               | Performance in a Drama, Supporting (Aaron Douglas as Jordi Chin) | Đề cử     | [ 27 ]        |
| 2014 | NAVGTR Awards               | Game, Original Adventure (Jonathan Morin)                        | Đề cử     | [ 27 ]        |
| 2014 | NAVGTR Awards               | Control Design, 3D                                               | Đề cử     | [ 27 ]        |